# محافظة أودار ميانتشي
محافظة أودار ميانتشي هي محافظة في كمبوديا، بلغ عدد سكانها 185٬443 نسمة، عاصمتها سامرونج ‏، تبلغ مساحتها 6٬158٫0 كيلومتر مربع.

## الموقع
تشترك في الحدود مع:
- محافظة سورين (تايلاند)
- محافظة برياه فيهير
- محافظة بوريرام (تايلاند)
- محافظة سيم رياب
- محافظة بانتياي مينتشي
- محافظة سي سا كت (تايلاند).

## التقسيمات الإدارية
- Anlong Veng District [الإنجليزية]‏
- Banteay Ampil District [الإنجليزية]‏
- Chong Kal District [الإنجليزية]‏
- Samraong Municipality [الإنجليزية]‏
- Trapeang Prasat District [الإنجليزية]‏.